# Zygotoplana ezoensis
Zygotoplana ezoensis är en plattmaskart som beskrevs av Tajika 1983. Zygotoplana ezoensis ingår i släktet Zygotoplana och familjen Otoplanidae. Inga underarter finns listade i Catalogue of Life.